# Mia Couto

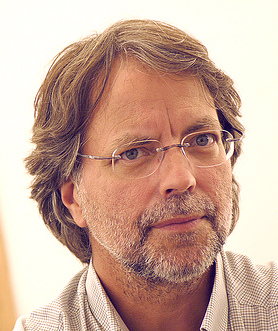
Mia Couto (2006)

Mia Couto (António Emílio Leite Couto; * 5. Juli 1955 in Beira, Mosambik) ist ein mosambikanischer Schriftsteller und Biologe. Seinem schriftstellerischen Werk wird eine Nähe zum lateinamerikanischen Magischen Realismus zugeschrieben.

## Leben
Mia Couto wurde als zweiter Sohn der aus Portugal stammenden Maria de Jesús und des Schriftstellers Fernando Leite Couto geboren. Sein älterer Bruder Fernando Amado Couto ist heute Tierarzt, sein jüngerer Bruder Armando Jorge Couto arbeitet als Rechtsanwalt. Alle drei leben in Mosambik, während ihre Eltern nach Portugal zurückgekehrt sind. Die Veränderung seiner Vornamen António Emílio zu Mia als Künstlername geht nach unterschiedlichen Angaben entweder auf eine „Verballhornung von Emilio zu Mia durch seinen jüngeren Bruder zurück“ oder darauf, dass er sich als Kind aufgrund seiner Nähe zu Katzen selber in Mia oder miaow („Miau“) umbenannt habe.
Nach eigenen Aussagen wuchs Mia Couto in zwei Kulturkreisen auf.

„Em casa era Portugal e Europa, na rua era África. (Übersetzung: Zuhause war Portugal und Europa, auf der Straße Afrika).“

Neben Portugiesisch spricht er auch die Bantu-Sprache Chissena.
Mit dem Studienbeginn 1971 an der medizinischen Fakultät der Universität im damaligen Lourenço Marques begann Couto auch seine journalistische Tätigkeit. Er engagierte sich im studentischen Umfeld in der Liga dos Estudantes Moçambicanos Anti-Imperialistas (Lema) und sympathisierte mit der marxistischen Widerstandsbewegung FRELIMO. Im Zuge der Nelkenrevolution brach er sein Studium ab und widmete sich für ein Jahr ganz dem Journalismus. Er arbeitete zunächst für die von Rui Knopfli geleitete Tribuna. Nach Ausschreitungen in der Hauptstadt kehrte Couto in seine Heimatstadt Beira zurück. 1976 wurde er im Alter von 21 Jahren zum Direktor des Staatlichen Nachrichtenagentur Agência de Informação de Moçambique (AIM) berufen. Bis 1981 war er außerdem Chefredakteur der größten Tageszeitung des Landes Tempo. Im Anschluss daran leitete er bis 1985 das Wochenblatt Notícias.
1985 wandte sich Mia Couto vom Journalismus ab und begann in Maputo ein Biologie-Studium. Heute lehrt er als Professor an der Universität Biologie und leitet eine von ihm gegründete Firma. Er versteht sich vor allem als Biologe und nicht als Schriftsteller. Während seiner Feldforschung interviewt er die Bewohner des Hinterlands, deren Geschichten und Mythen ihm als Grundlage für seine schriftstellerische Tätigkeit dienen.
1991 erhielt Couto zusammen mit Ungulani Ba Ka Khosa den Nationalpreis für Erzählungen der mosambikanischen Schriftstellervereinigung AEMO. 1995 wurde sein Roman Terra sonâmbula als meistgelesenes Buch in Brasilien von der Associaçâo Paulista de Críticos de Arte (APCA) ausgezeichnet, und 2007 von der portugiesischen Regisseurin Teresa Prata verfilmt (siehe Terra Sonâmbula). Am 27. August 1998 wurde Mia Couto als erster portugiesischsprachiger Schriftsteller Afrikas in die Academia Brasileira de Letras aufgenommen. Für seinen 2012 erschienenen Roman A Confissão da Leoa erhielt er 2013 den Prémio Camões. Am 1. November 2013 gab World Literature Today die Vergabe des Neustadt International Prize for Literature an Mia Couto als Preisträger des Jahres 2014 bekannt und 2017 war Confession of the Lioness auf der Shortlist des International DUBLIN Literary Award. 2015 gründete er die Fundação Fernando Leite Couto, die sich der Förderung von Kunst und Kultur in Mosambik widmet. 2024 gewann Couto den Premio FIL de Literatura en Lenguas Romances (Preis für romanische Sprachen der Internationalen Buchmesse) in Guadalajara (Mexiko).2024 wurde Mia Couto der FIL-Preis zuerkannt.
Mia Couto war viermal verheiratet und hat drei Kinder.
Prémio Literário Mia Couto
2023 wurde Couto zu Ehren in Beira von Cornelder de Moçambique und der Kulemba Association der Prémio Literário Mia Couto (Mia Couto Literary Prize) ins Leben gerufen zur Förderung mosambikanischer Prosa und Poesie, jeweils dotiert mit 400.000 Meticais. Die ersten beiden Preisträger sind Bento Baloi (Prosa) und Belmiro Mouzinho (Poesie).

## Werk
Die Werke Mia Coutos sind stark von brasilianischen Autoren wie João Cabral de Melo Neto, Jorge Amado, Carlos Drummond de Andrade und João Guimarães Rosa, aber auch von portugiesischen Schriftstellern wie Sophia de Mello Breyner Andresen, Eugénio de Andrade, Eugénio de Lisboa und Fernando Pessoa beeinflusst. Charakteristisch für seine Erzählungen ist die inhaltliche Nähe zum lateinamerikanischen Magischen Realismus, sowie seine zahlreichen Wortschöpfungen. Ein typisches Beispiel sind die „Estórias Abensonhadas“, eine Kombination der bestehenden Begriffe „Estórias“ (Geschichte/Erzählung) und „abensonhada“ (Mischung von „gesegnet“ – abençoado und „geträumt“ – sonhado).

## Bibliografie
- Raiz de Orvalho. (Poesie, 1983)
- Vozes Anoitecidas. (Kurzgeschichten, 1986)
- Cada Homem é uma Raça. (Kurzgeschichten, 1990)
- Cronicando. (politische Chronik, 1988)
- Terra Sonâmbula. (Erzählung, 1992) dt.: Das schlafwandelnde Land. dipa, Frankfurt am Main 1994, ISBN 3-7638-0334-3.
- Estórias Abensonhadas. (Kurzgeschichten, 1994)
- A Varanda do Frangipani. (Erzählung, 1996) dt.: Unter dem Frangipanibaum. Neuauflage, Unionsverlag, Zürich 2007, ISBN 978-3-293-20404-1.
- Contos do nascer da Terra. (Kurzgeschichten, 1997)
- Mar me quer. (Erzählung, 1998; Beitrag zum mosambikanischen Pavillon der EXPO98 in Lissabon)
- Vinte e Zinco. (Erzählung 1999)
- O último voo do Flamingo. (Erzählung, 2000)
- O Gato e o Escuro. (Kinderbuch, 2001)
- Na berma de nenhuma estrada e outros contos. (Erzählungen, 2001)
- Um rio chamado tempo, uma casa chamada terra. (Erzählung, 2002)
- Contos do nascer da terra. (Kurzgeschichten, 2002)
- O país do queixa andar. (politische Chronik, 2003)
- O fio das missangas. (Kurzgeschichten, 2003)
- A chuva pasmada. (Kurzgeschichte, 2004)
- O outro Pé da Sereia. (Roman, 2006)
- Venenos de Deus, Remédios do Diabo. (Roman, 2008)
- Jesusalém. (Roman, 2009), übersetzt von Karin von Schweder-Schreiner, Verlag Das Wunderhorn, Heidelberg 2014, ISBN 978-3-88423-457-0
- A Confissão da Leoa. (Roman, 2012)
- Das Geständnis der Löwin. Roman, aus dem Portugiesischen von Karin von Schweder-Schreiner, Unionsverlag, Zürich 2014, ISBN 978-3-293-00476-4.[9]
- Mulheres de Cinza. (Roman, 2015)
- Imani. Roman, aus dem Portugiesischen von Karin von Schweder-Schreiner, Unionsverlag, Zürich 2017, ISBN 978-3-293-00522-8
- A água e a águia. Editorial Caminho, Alfragide 2018, ISBN 978-972-21-2959-6 (Kinderbuch, Illustrationen von Danuta Wojciechowska).
- O terrorista elegante e outras histórias. (Co-Autor José Eduardo Agualusa), Quetzal Editores, ISBN 978-989-722-621-2 (drei Kurzgeschichten, 2019).
- A Espada e a Azagaia, 2016
- O Bebedor de Horizontes, 2017. Zweiter und dritter Band des Imani-Zyklus.
- Asche und Sand  Romane, aus dem Portugiesischen von Karin von Schweder-Schreiner, Unionsverlag, Zürich 2021, ISBN 978-3-293-00569-3
- O Mapeador de Ausências, 2020. Der Kartograf des Vergessens , Roman, aus dem Portugiesischen von Karin von Schweder-Schreiner, Unionsverlag, Zürich 2023, ISBN 978-3-293-00611-9

## Sekundärliteratur
- Patrick Chabal: Vozes moçambicanas. Literatura e nacionalidade. Vega, Lissabon 1994, S. 274–291.
- Gerhard Schönberger: Mosambikanische Literatur portugiesischer Sprache. Entstehung und Probleme einer Nationalliteratur. Domus Ed. Europea, Frankfurt a. M. 2002.
- Couto, Mia, in: Holger Ehling, Peter Ripken (Hrsg.): Die Literatur Schwarzafrikas. München: Beck, 1997, ISBN 3-406-42033-8, S. 40f.

## Verfilmungen und Filmografie
- 1992: Fogata (Kurzfilm); Regie: João Ribeiro (Werk: Erzählung A Fogueira)[10]
- 1997: Africa Dreaming (Fernsehminiserie, Mitarbeit am Drehbuch der mosambikanischen Episode)
- 2001: Sidney Poitier na Barbearia de Firipe Beruberu (Kurzfilm); Regie: Francisco Villalobos (Werk: gleichnamige Erzählung)
- 2002: A Jóia de África (Fernsehserie, Mitarbeit am Drehbuch)
- 2002: As muxicas (Kurzfilm); Regie: Carlos Alberto Alonso
- 2005: Tatana (Kurzfilm); Regie: João Ribeiro
- 2005: Um Rio (Chamado Tempo, uma Casa Chamada Terra); Regie: José Carlos de Oliveira (Werk: gleichnamige Erzählung)
- 2007: Das schlafwandelnde Land; Regie: Teresa Prata (Werk: Terra Sonâmbula)
- 2009: O Último Vôo do Flamingo; Regie: João Ribeiro (Werk: gleichnamiger Roman)
- 2012: Inversos (Kurzfilm); Regie: Nuno Silva
- 2017: Mabata Bata; Regie: Sol de Carvalho (Werk: gleichnamige Erzählung)
- 2022: Nayola; Regie: José Miguel Ribeiro (Werk: Theaterstück A Caixa Preta, zusammen mit José Eduardo Agualusa)
- 2023: O Afinador de Silêncios (Kurzfilm); Regie: Mário Patrocínio (Werk: Passagen aus Jerusalém)

2019 drehte die portugiesisch-schwedische Regisseurin Solveig Nordlund einen Dokumentarfilm über Mia Couto, namens Sou Autor Do Meu Nome Mia Couto bzw. I am The Author Of My Name Mia Couto.